# Cymbula nigra
Cymbula nigra is een slakkensoort uit de familie van de Patellidae. De wetenschappelijke naam van de soort is voor het eerst geldig gepubliceerd in 1771 door da Costa.